# Hochrhein östl. Waldshut
Das FFH-Gebiet Hochrhein östl. Waldshut ist ein im Jahr 2005 durch das Regierungspräsidium Freiburg nach der Richtlinie 92/43/EWG (Fauna-Flora-Habitat-Richtlinie) angemeldetes Schutzgebiet (Schutzgebietskennung DE-8416-341) im deutschen Bundesland Baden-Württemberg. Mit Verordnung des Regierungspräsidiums Freiburg zur Festlegung der Gebiete von gemeinschaftlicher Bedeutung vom 25. Oktober 2018 (in Kraft getreten am 11. Januar 2019), ausgewiesen.

## Lage
Das 268,13 Hektar große Schutzgebiet gehört zu den Naturräumen 120-Alb-Wutach-Gebiet und 160-Hochrheintal innerhalb der naturräumlichen Haupteinheiten 12-Gäuplatten im Neckar- und Tauberland und 16-Hochrheingebiet.
Es umfasst Teile des Hochrheintals zwischen Waldshut und der Staatsgrenze zur Schweiz und liegt auf der Markung von 3 Städten und Gemeinden:
- Hohentengen am Hochrhein = 136.7445 ha, 51 %
- Küssaberg = 93.8443 ha, 35 %
- Waldshut-Tiengen = 40.2189 ha, 15 %

## Beschreibung und Schutzzweck
Bei dem Schutzgebiet handelt es sich um einen naturnahen Hochrheinabschnitt mit Auenwald und Röhrichten. Hangwälder, Reliktföhrenwald und Trockenrasen an Steilhängen sowie dem Hohentengener Ried mit artenreichen Wiesen und kleinflächigen, regional sehr seltenen Kalkflachmooren.

### Lebensraumklassen
(allgemeine Merkmale des Gebiets) (prozentualer Anteil der Gesamtfläche)
Angaben gemäß Standard-Datenbogen aus dem Amtsblatt der Europäischen Union
|                                                                                   |                                                                                   |  |      |      |
| N06 – Binnengewässer (stehend und fließend)                                       | N06 – Binnengewässer (stehend und fließend)                                       |  | 37 % | 37 % |
| N07 – Moore, Sümpfe, Uferbewuchs                                                  | N07 – Moore, Sümpfe, Uferbewuchs                                                  |  | 2 %  | 2 %  |
| N09 – Trockenrasen, Steppen                                                       | N09 – Trockenrasen, Steppen                                                       |  | 1 %  | 1 %  |
| N10 – Feuchtes und mesophiles Grünland                                            | N10 – Feuchtes und mesophiles Grünland                                            |  | 25 % | 25 % |
| N15 – Anderes Ackerland                                                           | N15 – Anderes Ackerland                                                           |  | 10 % | 10 % |
| N16 – Laubwald                                                                    | N16 – Laubwald                                                                    |  | 13 % | 13 % |
| N17 – Nadelwald                                                                   | N17 – Nadelwald                                                                   |  | 1 %  | 1 %  |
| N19 – Mischwald                                                                   | N19 – Mischwald                                                                   |  | 5 %  | 5 %  |
| N21 – Nicht-Waldgebiete mit hölzernen Pflanzen (Obst- und Ölbaumhaine, Weinberge) | N21 – Nicht-Waldgebiete mit hölzernen Pflanzen (Obst- und Ölbaumhaine, Weinberge) |  | 5 %  | 5 %  |
| N19 – Sonstiges                                                                   | N19 – Sonstiges                                                                   |  | 1 %  | 1 %  |
|                                                                                   |                                                                                   |  |      |      |

### Lebensraumtypen
Gemäß Anlage 1 der Verordnung des Regierungspräsidiums Freiburg zur Festlegung der Gebiete von gemeinschaftlicher Bedeutung (FFH-Verordnung) vom 25. Oktober 2018 kommen folgende Lebensraumtypen nach Anhang I der FFH-Richtlinie im Gebiet vor:
| EU Code | Lebensraumtyp (offizielle Bezeichnung)                                                                          | Kurzbezeichnung                              | Hektar |
| ------- | --- | -------------------------------------------- | ------ |
| 3260    | Flüsse der planaren bis montanen Stufe mit Vegetation des Ranunculion fluitantis und des Callitricho-Batrachion | Fließgewässer mit flutender Wasservegetation | 29,60  |
| 6110    | Lückige basophile oder Kalk-Pionierrasen (Alysso-Sedion albi)                                                   | Kalk-Pionierrasen                            | 0,07   |
| 6210    | Naturnahe Kalk-Trockenrasen und deren Verbuschungsstadien (Festuco-Brometalia)                                  | Kalk-Magerrasen – orchideenreiche Bestände   | 5,99   |
| 6410    | Pfeifengraswiesen auf kalkreichem Boden, torfigen und tonig-schluffigen Böden (Molinion caeruleae)              | Pfeifengraswiesen                            | 2,02   |
| 6430    | Feuchte Hochstaudenfluren der planaren und montanen bis alpinen Stufe                                           | Feuchte Hochstaudenfluren                    | 0,00   |
| 6510    | Magere Flachland-Mähwiesen (Alopecurus pratensis, Sanguisorba officinalis)                                      | Magere Flachland-Mähwiesen                   | 15,35  |
| 7220    | Kalktuffquellen (Cratoneurion)                                                                                  | Kalktuffquellen                              | 0,04   |
| 7230    | Kalkreiche Niedermoore                                                                                          | Kalkreiche Niedermoore                       | 0,14   |
| 8210    | Kalkfelsen mit Felsspaltenvegetation                                                                            | Kalkfelsen mit Felsspaltenvegetation         | 0,15   |
| 8310    | Nicht touristisch erschlossene Höhlen                                                                           | Höhlen und Balmen                            | 0,01   |
| 9130    | Waldmeister-Buchenwald (Asperulo-Fagetum)                                                                       | Waldmeister-Buchenwald                       | 11,90  |
| 9170    | Labkraut-Eichen-Hainbuchenwald Galio-Carpinetum                                                                 | Labkraut-Eichen-Hainbuchenwald               | 0,70   |
| 91E0    | Auen-Wälder mit Alnus glutinosa und Fraxinus excelsior (Alno-Padion, Alnion incanae, Salicion albae)            | Auenwälder mit Erle, Esche, Weide            | 1,65   |
| 91U0    | Kiefernwälder der sarmatischen Steppe                                                                           | Steppen-Kiefernwälder                        | 0,04   |

### Zusammenhängende Schutzgebiete
Das FFH-Gebiet überschneidet sich mit zwei Landschaftsschutzgebieten. Ein Teilstück bei Waldshut liegt im Naturpark Südschwarzwald. Die Naturschutzgebiete
- Nr. 3059-Pulsatilla-Standort Dangstetten
- Nr. 3067-Orchideenwiese
- Nr. 3192-Kadelburger Lauffen-Wutachmündung

liegen vollständig im FFH-Gebiet.